# Obermarchtal

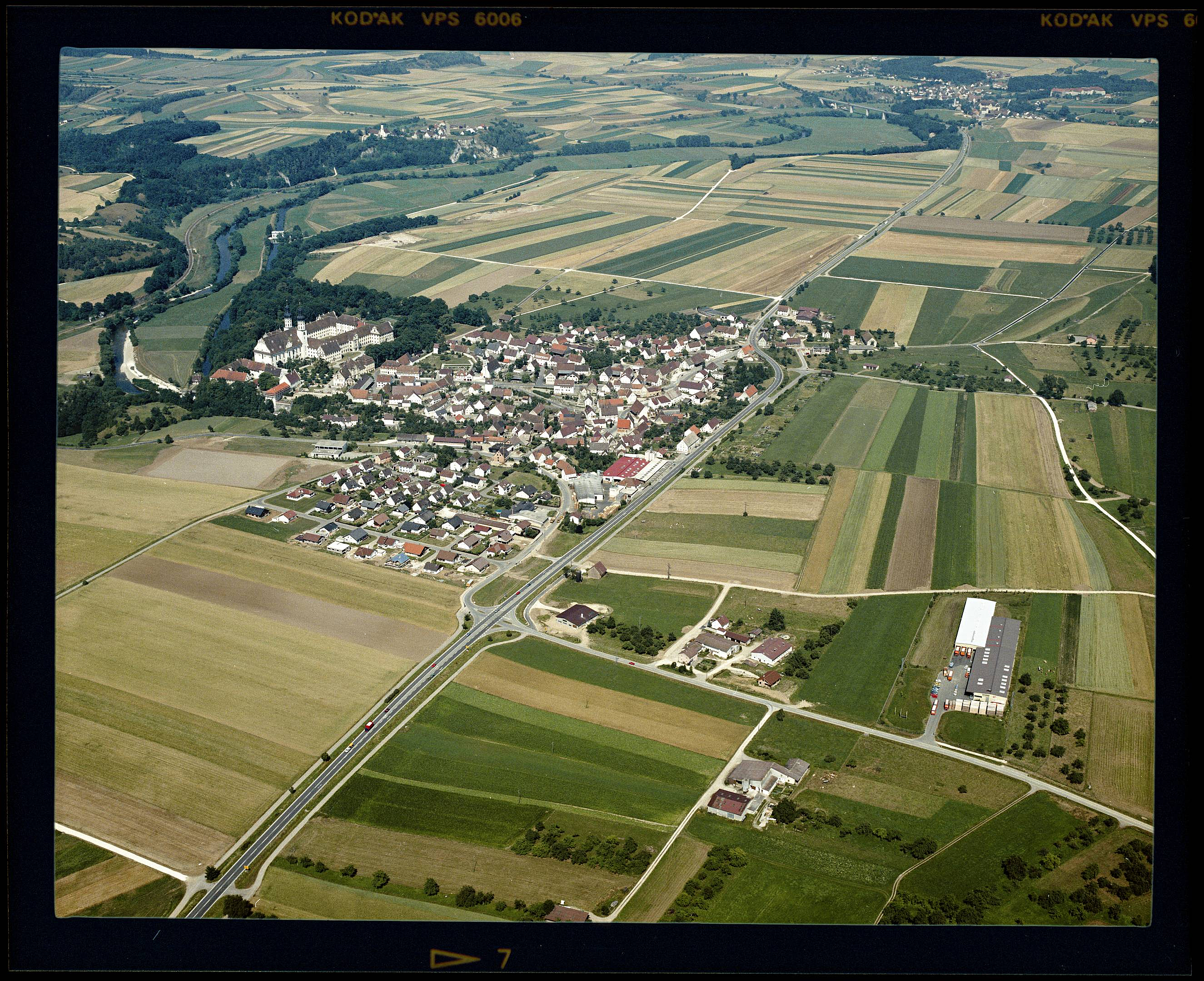
Luftbild von Obermarchtal (1983)

Obermarchtal ist eine Gemeinde im Alb-Donau-Kreis etwa 15 Kilometer südwestlich von Ehingen.

## Geographie

### Geographische Lage

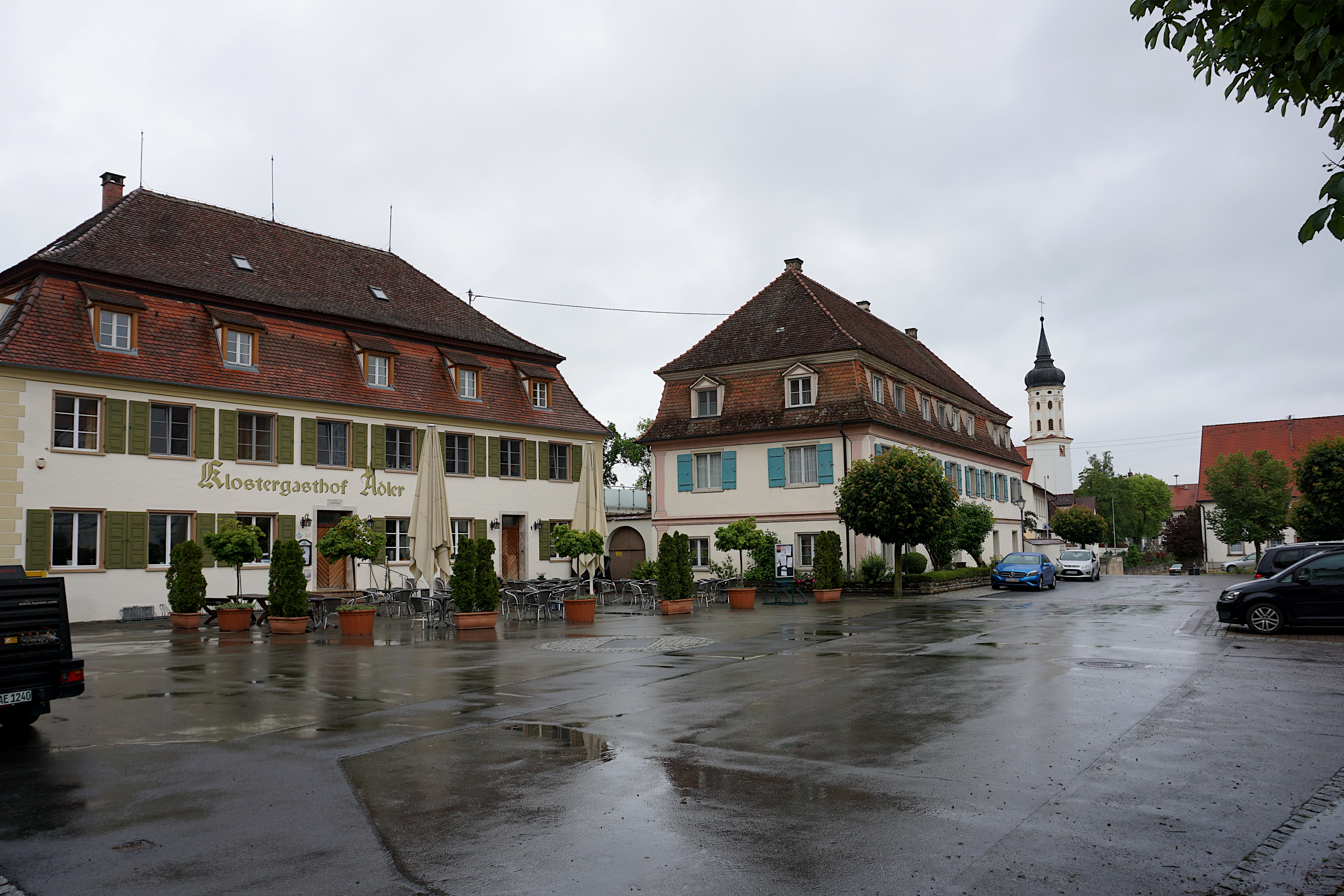
Hauptstraße in Obermarchtal

Obermarchtal liegt auf einer Weißjuraplatte am Fuße der Schwäbischen Alb. Die Ortschaft liegt an der Donau, die hier ihren zweiten Durchbruch durch die Schwäbische Alb verlässt. Von hier aus öffnet sich in Richtung Süden das Tor zu Oberschwaben mit Sicht auf den Heiligen Berg Oberschwabens, den Bussen.

### Geologie
In der Nähe liegen die Schwedenhöhlen Reutlingendorf.

### Nachbargemeinden
Die Gemeinde grenzt im Norden an Lauterach, im Osten an Untermarchtal und die Stadt Munderkingen, im Südosten an Hausen am Bussen, im Süden an Uttenweiler und Unlingen sowie im Westen an die Stadt Riedlingen, alle drei im Landkreis Biberach, und im Nordwesten an Emeringen und Rechtenstein.

### Wüstungen
- Dachdorf
- Lutprechtsweiler

### Schutzgebiete
Obermarchtal hat Anteil am Naturschutzgebiet Flusslandschaft Donauwiesen zwischen Zwiefaltendorf und Munderkingen. Westlich des Ortsteils Reutlingendorf liegt das Landschaftsschutzgebiet Obermarchtal. Überdies hat die Gemeinde Anteil am FFH-Gebiet Donau zwischen Munderkingen und Riedlingen und am Vogelschutzgebiet Täler der Mittleren Flächenalb.

## Geschichte

### Ur- und Frühgeschichte
Will man zurück zu den geschichtlich fassbaren Anfängen menschlicher Siedlungen im Gebiet der heutigen Gemeinde Obermarchtal, so führt einen die Spurensuche über die B 311 Richtung Reutlingendorf. Dort finden sich im Flurstück „Langhau“ eine trapezförmige keltische Viereckschanze sowie über 95 hallstattzeitliche Grabhügel. Grabungen in den Jahren 1909 und 1928 ergaben, dass diese Siedlungsreste rund 2600 Jahre alt sind. Über das Schicksal der Menschen damals ist nichts bekannt und das Dunkel einer quellenlosen Zeit bedeckt auch die folgenden Jahrhunderte bis hinein in das Mittelalter.

### Mittelalter
Die eigentliche Marchtaler Geschichte beginnt im 8. Jahrhundert. Die im Zuge der Völkerwanderung in Süddeutschland sesshaft gewordenen Germanenstämme unterteilten ihre Gebiete in Gaue, von denen im 7./8. Jahrhundert mehrere im Raum Marchtal aneinandergrenzten und sich teilweise überschnitten. Zu einem dieser Gaue, der Folcholtsbaar, gehörte auch Marchcthala, bzw. Marchotala, Marahtale, Marhtale. Dieser damals erstmals auftauchende Ortsname deutet in allen seinen verschiedenen Schreibweisen auf einen Flurnamen hin, der sich vom alamannischen „marah“ = Pferd, Streitross ableitet. So entstand der Name Marchtal vermutlich aufgrund einer „Siedlung im/beim Pferdetal“, wobei man wohl an das Donautal zu denken hat.
Spätestens in dieser Zeit entstand auf einem Felsen über der Donau die „Altenburg“, von der aus Halaholf und seine Gemahlin Hildiberg ein „monasterium in Marhctala“ gründeten: das erste Marchtaler Kloster. Im Jahre 776 n. Chr. übertrug deren Sohn Graf Agylolf das Kloster in Marchtal der mächtigen Benediktinerabtei St. Gallen. Diese Zustiftung ist in den Annalen des Klosters St. Gallen in einer Urkunde erhalten, die damit die erste schriftliche Bestätigung des Ortes Marchtal darstellt.
Die von Konrad, Truchseß von Winterstetten, besetzte Alteburg bei Marchthal wurde am 1. September 1269 durch die Grafen von Veringen und Schelklingen, Ulrich und Heinrich, nach elftägiger Belagerung erobert, verbrannt und gänzlich zerstört.
An seiner Stelle entstand später – gegenüber der Altenburg – eine neue und größere Burganlage, die im 10. Jahrhundert im Besitz der Herzöge von Schwaben war. Im Burgbezirk errichtete Herzog Hermann II. vor 993 n. Chr. ein den Aposteln Petrus und Paulus geweihtes Kanonikerstift. Außerhalb der Burganlage ließ er eine Pfarrkirche (die heutige „Dorfkirche“) erbauen, die am 11. Februar 998 geweiht wurde.
Nachdem das Kanonikerstift aufgrund politischer Zeitläufte und häufigem Wechsel der tragenden Adelsfamilien immer mehr niederging und seine Aufgaben vernachlässigte, erfolgte 1171 durch Pfalzgraf Hugo von Tübingen die dritte Marchtaler Klostergründung. Er gründete mit der Hilfe von zwölf Prämonstratenser-Chorherren und einer Gruppe Chorfrauen aus Rot a. d. Rot das bis 1802 bestehende Prämonstratenserstift Marchtal. Das Frauenkloster wurde 1273 aufgelöst. Im Jahre 1440 wurde Marchtal zur Abtei erhoben.
Auf dem Gebiet vor der Burg und dem Kloster entstand im Lauf der Zeiten eine Siedlung, die zur Unterscheidung vom Stift Marchtal „Obermarchtal“ genannt wurde. Die weiter donauabwärts gelegene Siedlung erhielt den Namen „Untermarchtal“.
siehe auch Burg Jörgenberg, Burg Dachsberg

### Frühe Neuzeit
1500 wurde Marchtal eine freie Reichsabtei und war mit seinem Abt auf dem Reichstag vertreten.
Der Dreißigjährige Krieg (1618–1648) hatte die Gebäude des Reichsstiftes Marchtal schwer geschädigt, sodass zwischen 1686 und 1769 eine neue Gesamtanlage, die heutige Klosteranlage, errichtet wurde. 
Das Stift Marchtal erweiterte seine Besitzungen durch Schenkungen und Kauf beträchtlich. Zur Zeit seiner größten Ausdehnung, etwa in der Mitte des 18. Jahrhunderts, beherrschte das Stift Marchtal ein Gebiet von der Donau bis zum Federsee mit 9 Pfarrdörfern und 14 kleineren Weilern mit etwa 6000 Einwohnern.
Die frühbarocke Klosterkirche markiert den Beginn der oberschwäbischen Barockepoche, während der berühmte „Spiegelsaal“ in seiner prächtigen Rokoko-Ausstattung bereits deren Ende andeutet. Diese an der Wende zum 19. Jahrhundert zu Ende gehende Epoche brachte auch das Ende der mehr als 600 Jahre dauernden Zeit der Prämonstratenser in Marchtal: 1802 wurde das Kloster säkularisiert, die Chorherren wurden vertrieben, der gesamte Besitz fiel an das bayerische Fürstenhaus Thurn und Taxis und wurde dem Fürstentum Buchau angegliedert.

### Württembergische Zeit

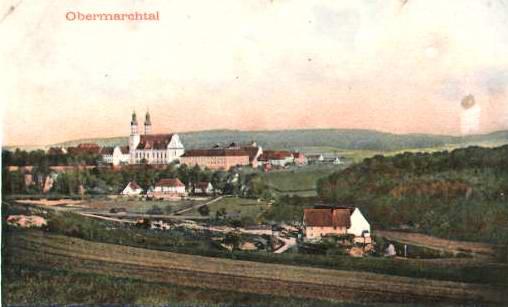
Obermarchtal 1907

Aus dem Kloster wurde zu Beginn des 19. Jahrhunderts ein Schloss, die lange geistliche, kulturelle und musikalische Tradition endete abrupt – für das Dorf und seine Menschen begann eine neue Zeit.
Bereits 1806 geriet das Fürstenhaus Thurn und Taxis mit seinem neuen Besitz in Marchtal durch Mediatisierung unter die Souveränität des Königreichs Württemberg. Die Verwaltung des Gebiets oblag ab 1810 für mehr als ein Jahrhundert dem Oberamt Ehingen. Vor Ort blieb jedoch für die Bewohner die Herrschaft des Fürstenhauses Thurn und Taxis als Standesherrschaft wirksam, wenngleich viele Rechte des Fürstenhauses bereits in Folge der Umwälzungen durch die Märzrevolution von 1848 wegfielen. 
Die neuen Herren zu Beginn des 19. Jahrhunderts waren fürstliche Beamte im thurn- und tax´schen Oberamt und Rentamt. Ab 1823 war ein Amtsrichter und Amtsgerichtsaktuar dabei, ab 1848 ging die Lehnsherrschaft zu Ende. Durch Freikauf der Güter vom Fürstenhaus Thurn und Taxis erhielten die Bürger ihr Eigentum verbrieft. 
Das 19. Jahrhundert brachte auf fast allen Gebieten des Lebens einschneidende Veränderungen und epochale Neuerungen: 1848 gründete Pfarrer Scheffold eine Ortssparkasse „zur Förderung der Sparsamkeit und Hebung des Kredites“. Zwei Jahre später wurde im Dorf eine Postexpedition eingerichtet und 1865 erfolgte die Grundsteinlegung zum Bau des Schul- und Rathauses. Der Bau der Bahnstrecke Ulm–Sigmaringen im Jahr 1870 brachte nicht nur den Beginn eines neuen Reisezeitalters, sondern bot auch den Einwohnern von Obermarchtal Arbeit und Verdienst. 1899 erfolgte die Gründung des Darlehenskassenvereins.
Diese Dynamik der Veränderung hielt auch im 20. Jahrhundert an und beschleunigte sich in den letzten zwei Jahrzehnten rasant. Die prägenden Ereignisse waren die Katastrophen der beiden Weltkriege und die durch sie hervorgerufenen politischen und sozialen Verwerfungen und wirtschaftlichen Umbrüche. All dies machte auch vor Obermarchtal nicht halt: Die Kriege forderten ihren Blutzoll in der hiesigen Bevölkerung, Einquartierungen und Lazarette bestimmten über Jahre das Bild der Klosteranlage, über 4.000 Verwundete wurden hier gesundgepflegt oder in den Tod begleitet.
Das markanteste Ereignis zwischen den Kriegen war der Einzug der Schwestern vom Orden der Heimsuchung Mariae in die Klosteranlage am 10. Oktober 1919. Der Wegzug der Schwestern im Herbst 1997 nach Untermarchtal beendete (vorläufig) das letzte Kapitel der Klostergeschichte des Ortes. Die von den Schwestern 1920 eröffnete Mädchenschule hat noch heute als Katholische Freie Franz-von-Sales-Realschule Bestand und bietet Platz für über 550 Mädchen.

### Nachkriegszeit
Nach dem Ende des Zweiten Weltkrieges und überstandenen schweren Nachkriegsjahren machte sich das Wirtschaftswunder der Adenauer-Ära auch in Obermarchtal bemerkbar: 1957 wurde eine neue Wasserversorgung in Betrieb genommen, Ende der 50er Jahre wurden die Ortsstraßen ausgebaut und asphaltiert, 1967 konnte der neu errichtete Kindergarten, der 1998 erweitert und modernisiert wurde, eröffnet werden und 1976 feierte die Gemeinde die Einweihung der neuen Turnhalle.
Im Jahre 1978 wurde in der Klosteranlage, die 1973 in den Besitz der Diözese Rottenburg-Stuttgart übergegangen war, die Kirchliche Akademie der Lehrerfortbildung Obermarchtal eröffnet. Sie machte durch die Entwicklung eines neuen schulpädagogischen Konzeptes (Marchtaler Plan) den Namen „Marchtal“ weit über Deutschland hinaus bekannt und ist seitdem mit jährlich über 10.000 Gästen auch ein erheblicher Wirtschaftsfaktor der Gemeinde. Die Kirchliche Akademie der Lehrerfortbildung ist auch Veranstalterin der Jahresausstellungen mit dem Titel „Marchtaler Fenster – Neue Kunst“, die seit 1993 im Innenhof der Klosteranlage Werke von in Baden-Württemberg lebenden und arbeitenden Künstlern zeigt.

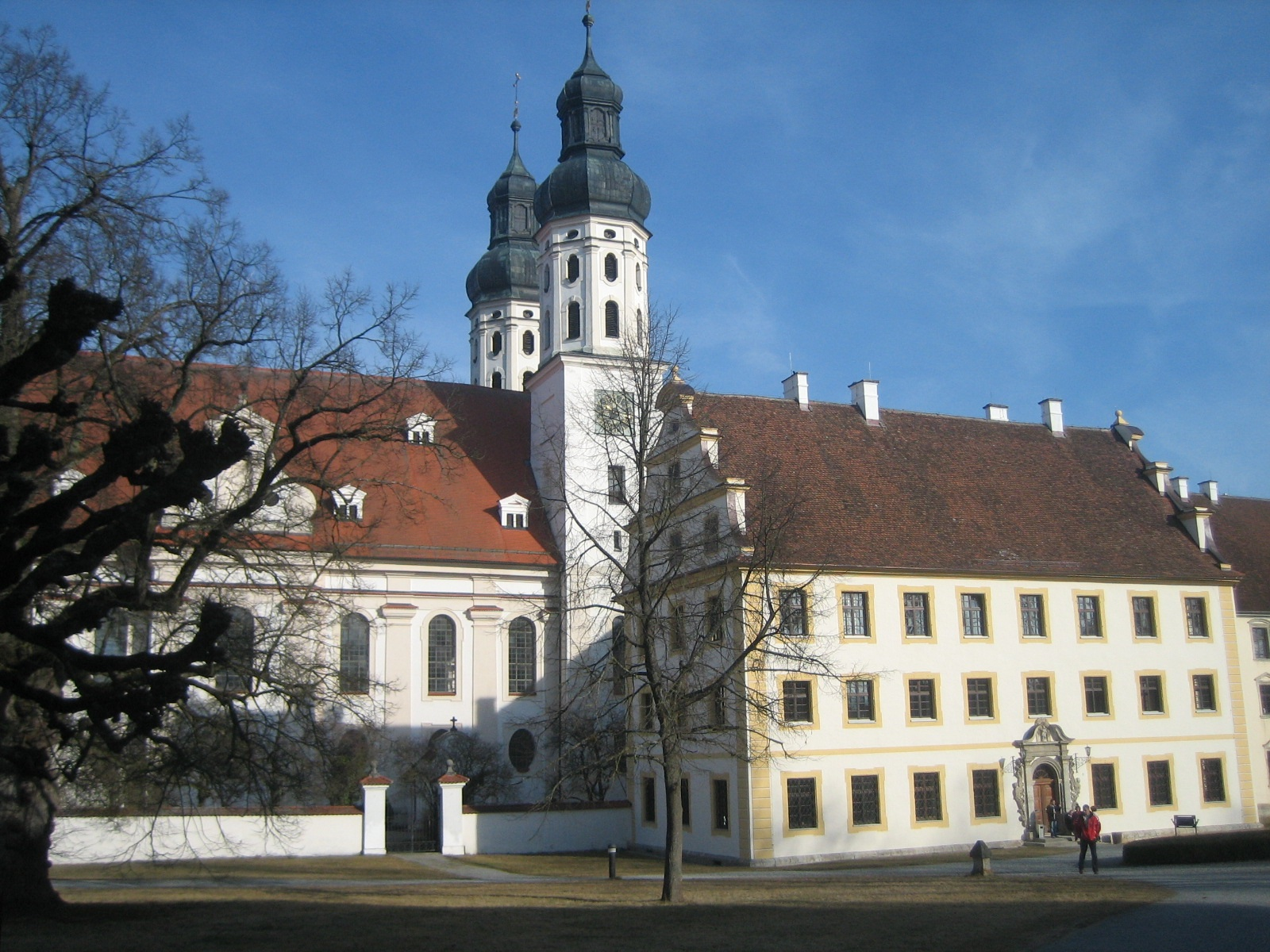
Klosterkirche Obermarchtal
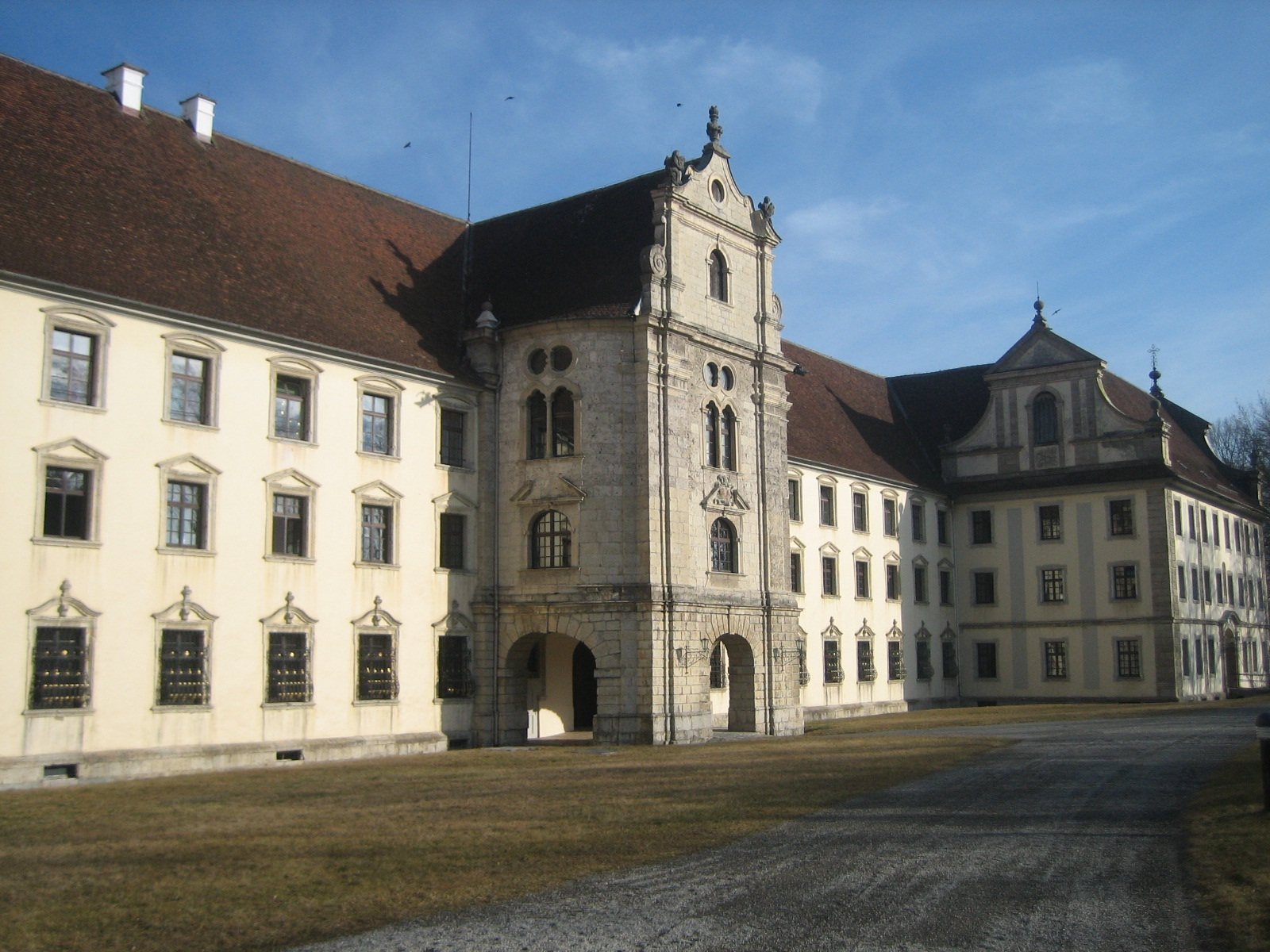
Ehemaliges Kloster
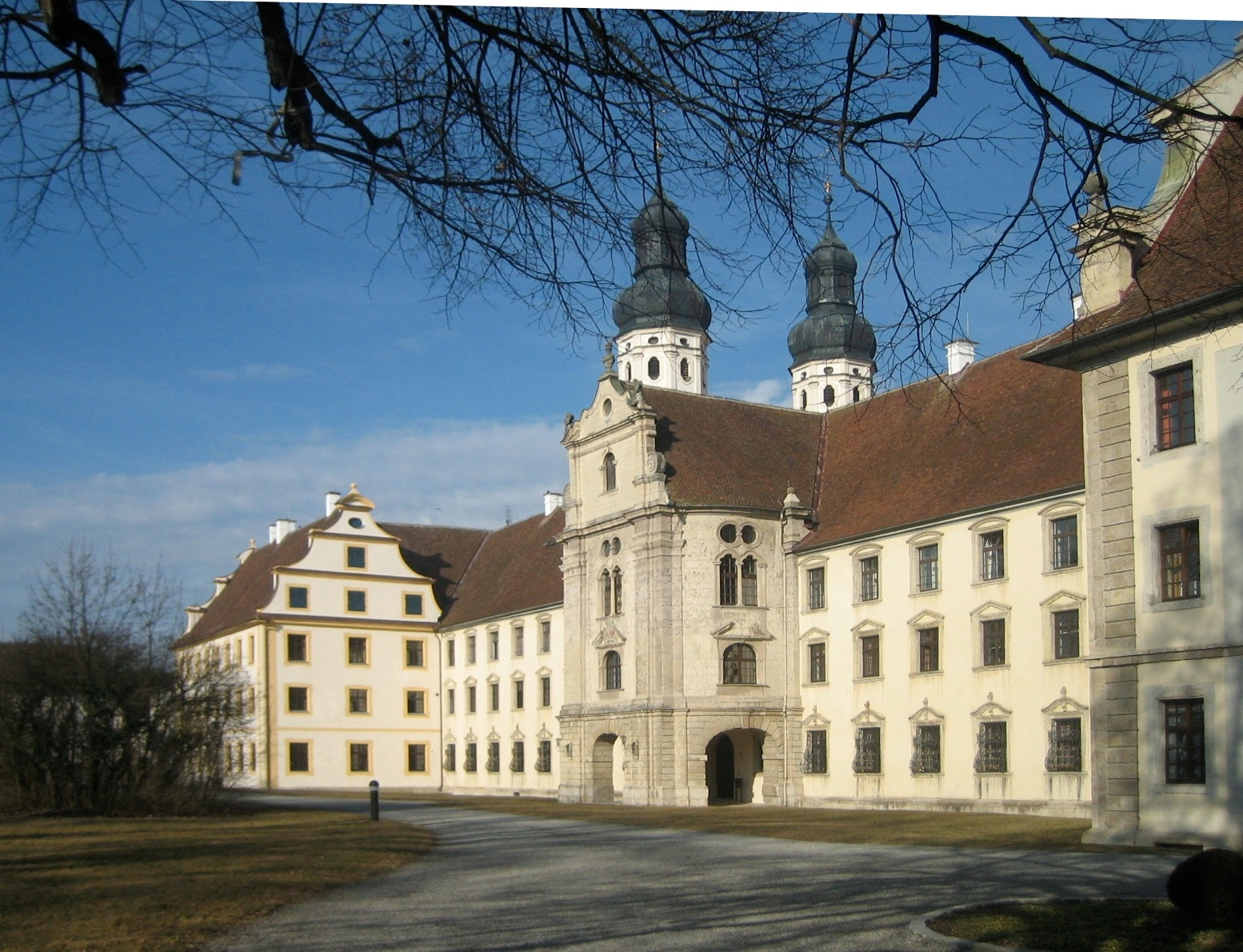
Ehemaliges Kloster
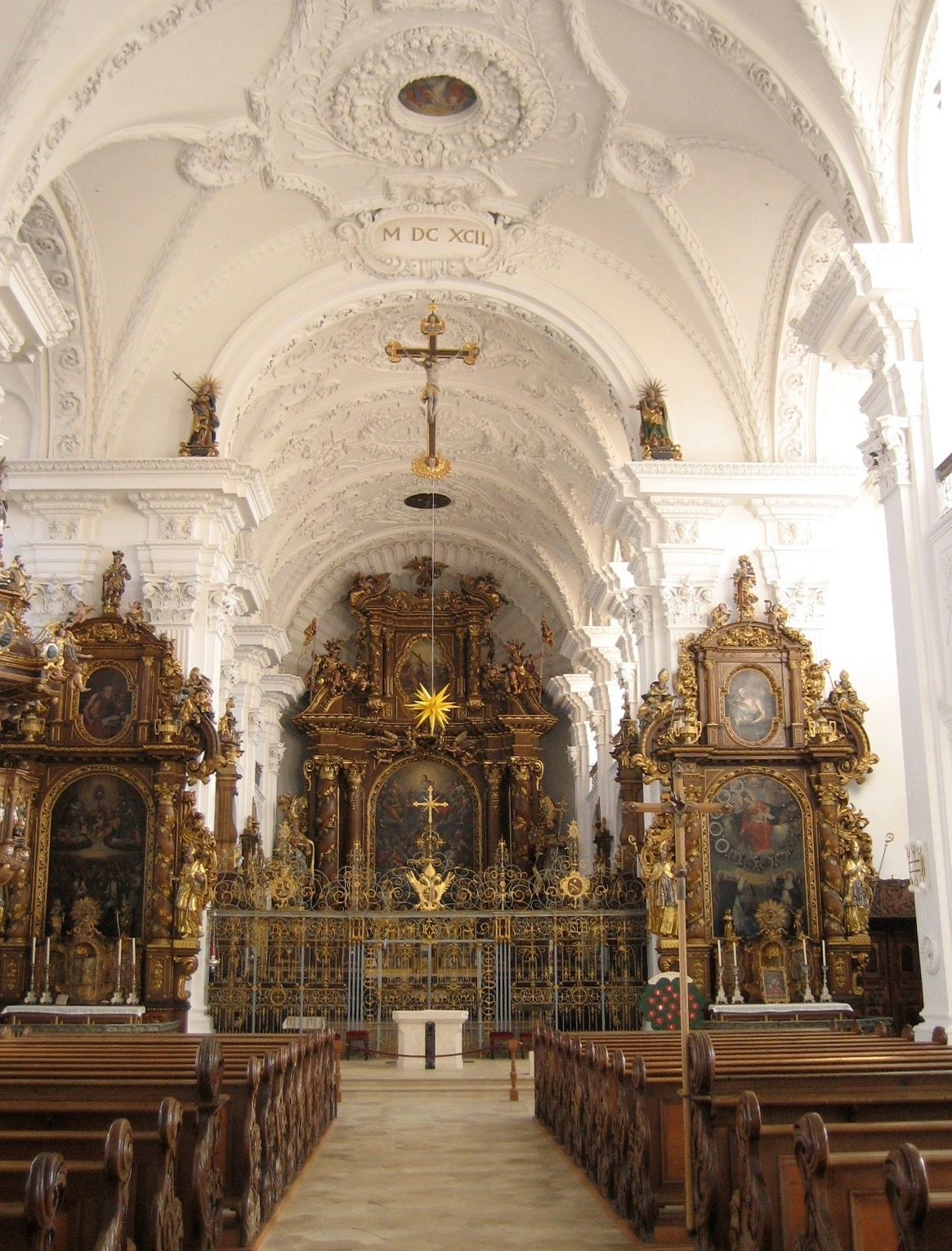
In der Klosterkirche

1988 wurde die Sixtus-Bachmann-Grundschule eingeweiht.

### Verwaltungszugehörigkeit
Vom alten Oberamt Ehingen gelangte Obermarchtal bei der Kreisreform während der NS-Zeit in Württemberg 1938 zum neu umrissenen Landkreis Ehingen. Im Jahre 1945 wurde Obermarchtal Teil der Französischen Besatzungszone und kam somit zum Nachkriegsland Württemberg-Hohenzollern, welches 1952 im Bundesland Baden-Württemberg aufging. Seit der Kreisreform von 1973 ist Obermarchtal Teil des Alb-Donau-Kreises.

### Eingemeindungen
Folgende Gemeinden wurden nach Obermarchtal eingemeindet:
- 1932: Datthausen
- 1932: Gütelhofen
- 1932: Luppenhofen
- 1. April 1972: Reutlingendorf

### Einwohnerentwicklung
| Jahr    | Einwohner |
| ------- | --------- |
| 1990    | 1.230     |
| 2001    | 1.291     |
| 2011    | 1.242     |
| 2021    | 1.311     |
| Quelle: |           |

### Immigration
Bei der Volkszählung 2011 wurde ermittelt, dass 34 Menschen bzw. 2,7 % der Einwohner in Obermarchtal keine deutsche Staatsbürgerschaft besitzen. Von diesen Menschen stammen 31 aus dem europäischen Ausland und 3 aus den USA. Die größten Einwanderungsgruppen kommen aus Kroatien (7 Menschen), Österreich (6) und Kosovo (6).

### Religion
Obermarchtal ist auf Grund seiner Geschichte überwiegend katholisch geprägt. Die Münstergemeinde St. Petrus und Paulus ist heute Teil der Seelsorgeeinheit Marchtal im Dekanat Ehingen-Ulm und gehört zur Diözese Rottenburg-Stuttgart.

## Politik

### Bürgermeister
Folgende Bürgermeister standen der Gemeinde vor:
- 1826–1828 Fiderer
- 1828–1830 Herter
- 1830–1847 Aßfalg
- 1847–1876 Bernhard Pfänder
- 1876–1890 Heinrich Tröster
- 1890–1926 Eduard Pfänder
- 1926–1946 Lorenz Striegel
- 1947–1948 Anton Klöß
- 1948–1970 Karl Bauer
- 1970–2002 Hermann Branz (CDU, * 1944)
- 2002–2018 Anton Buck (* 1953)
- Seit 2018 Martin Krämer (CDU, * 1976)

### Ergebnisse überregionaler Wahlen
Bei den Landtagswahlen in Baden-Württemberg im Jahr 2021 wurde die CDU in der Gemeinde Obermarchtal mit 44,04 % der Stimmen die deutlich stärkste Kraft, während sie auf Landesebene mit 24,1 % nur Platz 2 nach den Grünen belegte. Die AfD, die landesweit auf Platz 5 landete, erhielt in Obermarchtal die drittmeisten Stimmen. Die SPD, im landesweiten Ergebnis auf Rang 3, überschritt in der Gemeinde nur knapp die Fünf-Prozent-Hürde und platzierte sich hinter der FDP.
Bei der Bundestagswahl 2021 platzierte sich die CDU mit 38,0 % der Zweitstimmen in Obermarchtal auf dem ersten Rang, mit einem Abstand von über 20 Prozentpunkten zur SPD (16,7 %), die bundesweit stärkste Kraft wurde. Die Grünen, die in Deutschland den dritten Rang erreichten, landeten in dieser Gemeinde lediglich auf dem fünften Platz hinter FDP und AfD. Trotz des eindeutigen Erfolgs der CDU musste die Partei Verluste von 13,7 % in Obermarchtal im Vergleich zur Bundestagswahl 2017 hinnehmen, als sie 51,2 % der Stimmen erhielt. Die Linken lagen mit 1,1 % der Stimmen noch hinter dieBasis (3,0 %), Freien Wählern (2,4 %) und Tierschutzpartei (2,0 %).

## Wirtschaft und Infrastruktur

### Verkehr
Obermarchtal liegt direkt an der B 311 zwischen Ehingen und Riedlingen.
Durch eine Alltagsroute aus dem Radnetz Baden-Württemberg ist Obermarchtal über Untermarchtal, Munderkingen und Rottenacker mit Ehingen und in der anderen Richtung mit Riedlingen verbunden. 
Die Gemeinde liegt am Radfernweg Donauradweg, der von Donaueschingen über Passau, Wien und Budapest bis zur Mündung in das Schwarze Meer führt. Er wird ab Tuttlingen auch als EuroVelo-Route EV6 und zwischen Tuttlingen und Passau als D-Route 6 geführt.
Außerdem führt der Schwarzwald-Schwäbische-Alb-Allgäu-Weg, auch als Hauptwanderweg 5 bezeichnet, durch den Ort, ein Fernwanderweg des Schwäbischen Albvereins.

### Bildung
- Sixtus-Bachmann-Grundschule
- Franz-von-Sales-Realschule
- Studienkolleg Obermarchtal, Katholisches Freies Gymnasium in Aufbauform
- Kirchliche Akademie der Lehrerfortbildung (daher der Name Marchtaler Plan für den Bildungsplan der Katholischen Freien Schulen der Diözese Rottenburg-Stuttgart)

## Kultur und Sehenswürdigkeiten
Obermarchtal liegt an der Oberschwäbischen Barockstraße. Die barocke Klosteranlage Obermarchtal ist die einzige architektonisch in sich geschlossene, vollendete und erhaltene Anlage Oberschwabens. Seit 1994 werden im Mai die Sebastian-Sailer-Tage, ein Festival mit barocker Musik, Theater und Tanz veranstaltet.

### Museen
Im Museum Marchtal sind seltene Stücke aus der über 1000-jährigen Geschichte des Klosters und der Gemeinde zu sehen. Die meisten davon waren bis vor kurzer Zeit der Öffentlichkeit nicht zugänglich. Gewänder, kostbare Kelche und historische Dokumente zeigen den gemeinsamen Weg von Gemeinde und Kloster Obermarchtal vom frühen Mittelalter über die Wirren der Säkularisation bis in unsere Zeit. Eine Gedenkstätte im Museum erinnert an den in Obermarchtal verstorbenen Prediger und Schriftsteller Sebastian Sailer.

### Ausstellung „Marchtaler Fenster – Neue Kunst“
Der Innenhof der Klosteranlage Obermarchtal, zwischen Chor und Spiegelsaal gelegen, ist Ort der Ausstellung „Marchtaler Fenster – Neue Kunst“ für zeitgenössische Kunst aus Baden-Württemberg. Die Ausstellung wird von der Kirchlichen Akademie der Lehrerfortbildung Obermarchtal der Diözese Rottenburg-Stuttgart, die ihren Sitz in der Klosteranlage hat, getragen. Seit 1993 haben dort im jährlich wechselnden Turnus zahlreiche im Südwesten Deutschlands lebende bekannte Künstler ausgestellt, wie Stephan Balkenhol, Stefan Rohrer, Willi Weiner, Jürgen Brodwolf, Ilse Teipelke, Franz Bernhard, Franz Bucher, Erich Hauser, Alfonso Hüppi, Jürgen Palmtag, Sandra Eades, Andrea Zaumseil, Karl Manfred Rennertz, Josef Bücheler, Thomas Lenk u. a.
Somit hat sich das „Marchtaler Fenster“ zu einer wichtigen Ausstellungsplattform in Baden-Württemberg entwickelt.

### Bauwerke
- Ehemaliges Prämonstratenserkloster Marchtal mit dem Münster St. Peter und Paul
- Der historische Soldatenfriedhof liegt 1,5 km südöstlich von Obermarchtal. Hier ruhen Soldaten aus allen Teilen Europas. Urkundlich wird der Friedhof 1790 erstmals erwähnt.
- Donau-Wasserkraftwerk Obermarchtal-Alfredstal von 1903
- Klostergasthof Adler, Denkmal des Monats November 2012
- katholische Dorfkirche St. Urban, hervorgegangen aus einer 998 geweihten Marienpfarrkirche für die außerhalb der Klostermauern lebenden Pfarrangehörigen. Anlässlich eines Umbaus wurde das Patrozinium geändert und die Kirche dem hl. Urban geweiht. Unter Abt Simon Götz wurde der Chor ausgemalt; 1971 freigelegte Malereien zeigen sein Wappen, ein Krummstab schräggekreuzt mit einem Metzgerbeil. In der Kirche ist aus geschichtlicher und heraldischer Sicht die Sammlung von Epitaphien der Familie Stain vom Rechtenstein sehenswert, Eltern und drei ihrer Kinder: Franz Wilhelm Freiherr vom Stain zum Rechtenstein (gest. 20. Januar 1686) zu Emerkingen, Rechtenstein und Harthausen, seine Frau,  Maria Juliana Freiin von Laiming (gest. 6. Januar 1708), ihre Kinder Tiberius Josephus Freiherr von Stain zum Rechtenstein (gest. 31. Oktober 1710), Franz Buppelin Freiherr vom Stain zum Rechtenstein (gest. 20. Januar 1712) und Barbara Jacobe von Stain zum Rechtenstein (geb. 1667, gest. 1. Januar 1730). Eine sechste Grabplatte ist für Christoph Mauch (gest. 3. März 1694), der 1677–1694 Obervogt, Rat und Oberamtmann des Klosters Marchtal war und 1684–1692 Kollegiat-Syndicus des Schwäbischen Reichsprälatenkollegiums. In der Mitte der Decke wird Mariä Aufnahme in den Himmel dargestellt; das Gemälde von Walter Maschke ist neu (1971), wurde aber nach einer alten Vorlage gemalt, nach einem Fresko von Johann Joseph Wegscheider (um 1754) in der St. Georgskapelle Dietershausen. Die von Stuck eingefassten Medaillons außen herum stellen verschiedene Prämonstratenserheilige dar.

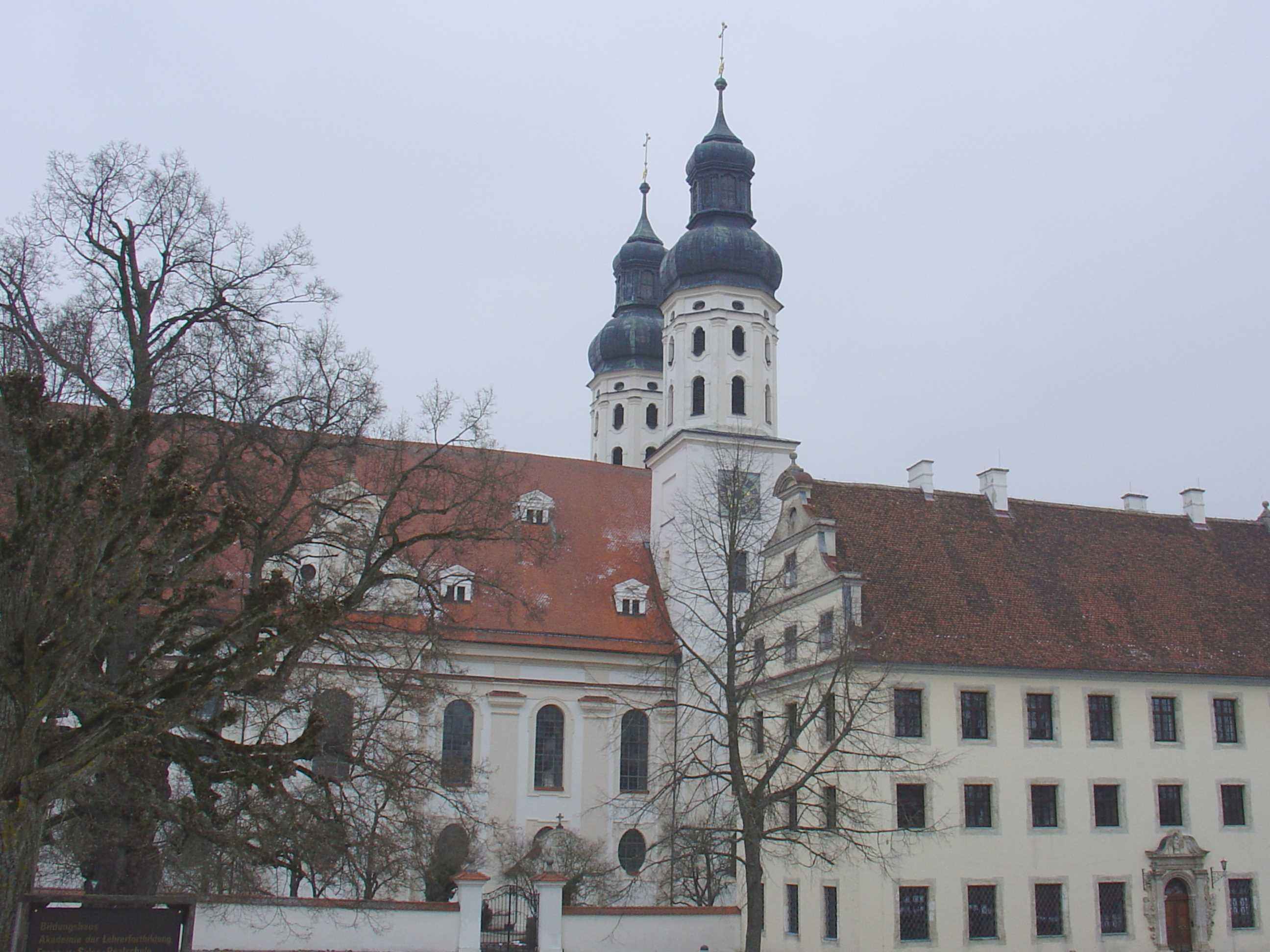
Münster
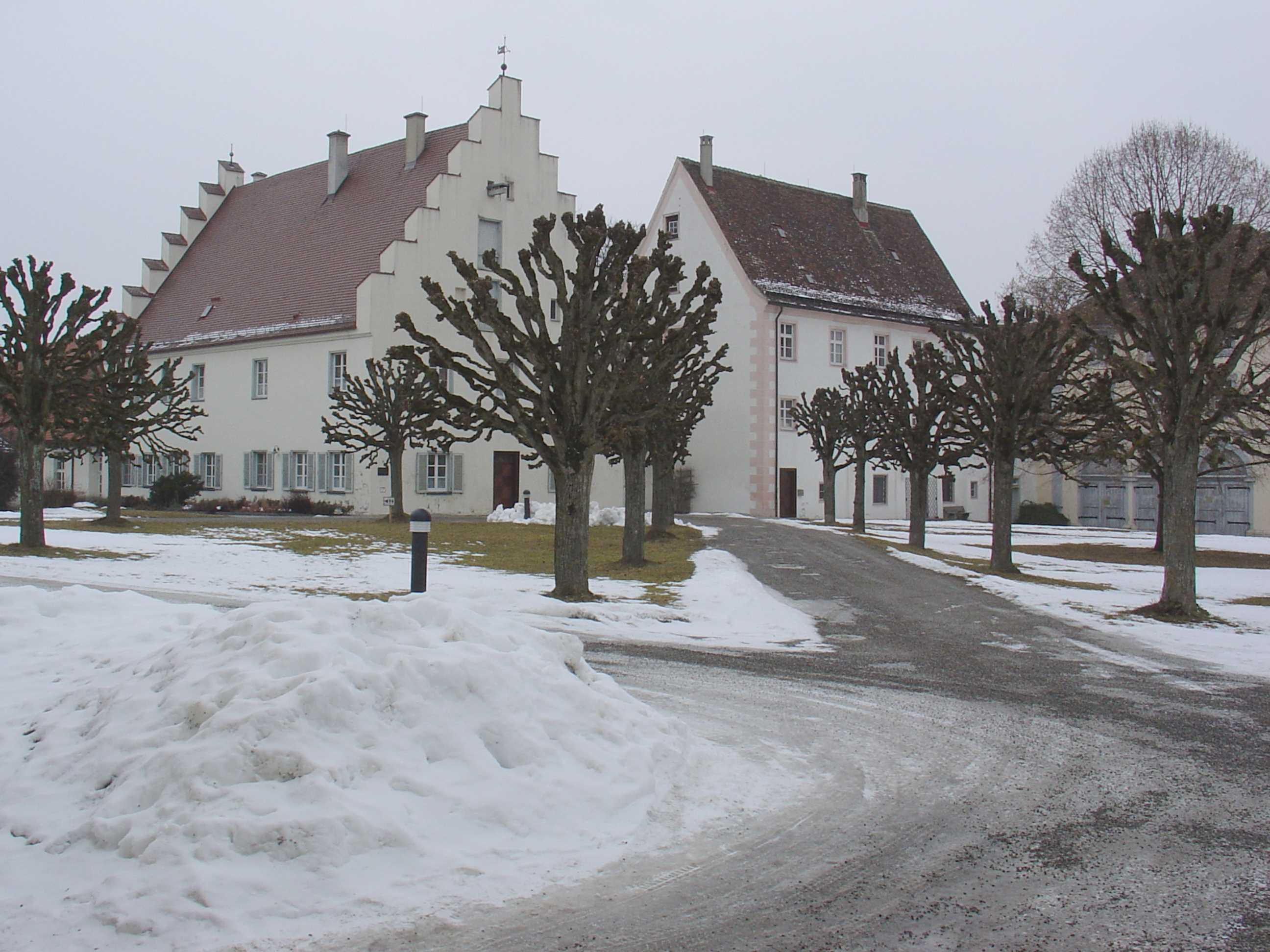
Kloster-Gebäude
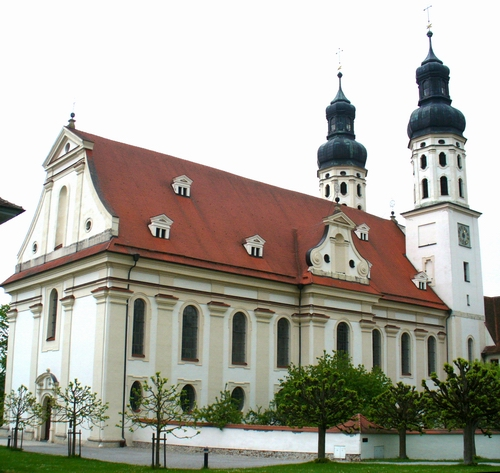
Münster
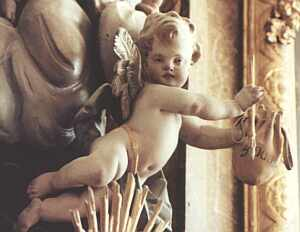
Putte im Münster
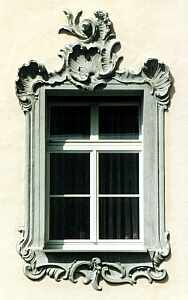
Fenster mit Rocaille-Schmuck am Kloster
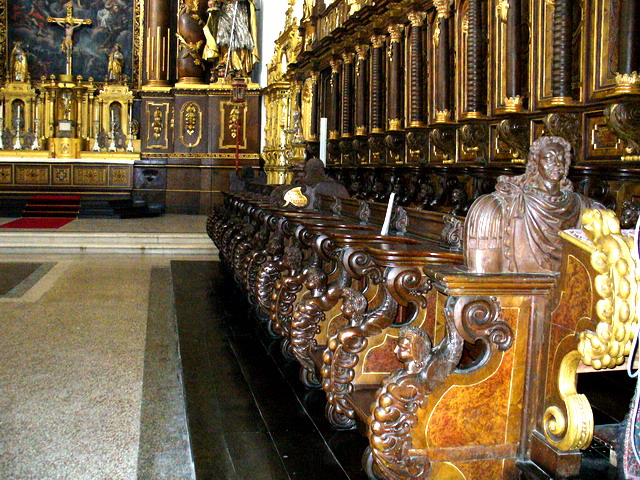
Chorgestühl im Münster
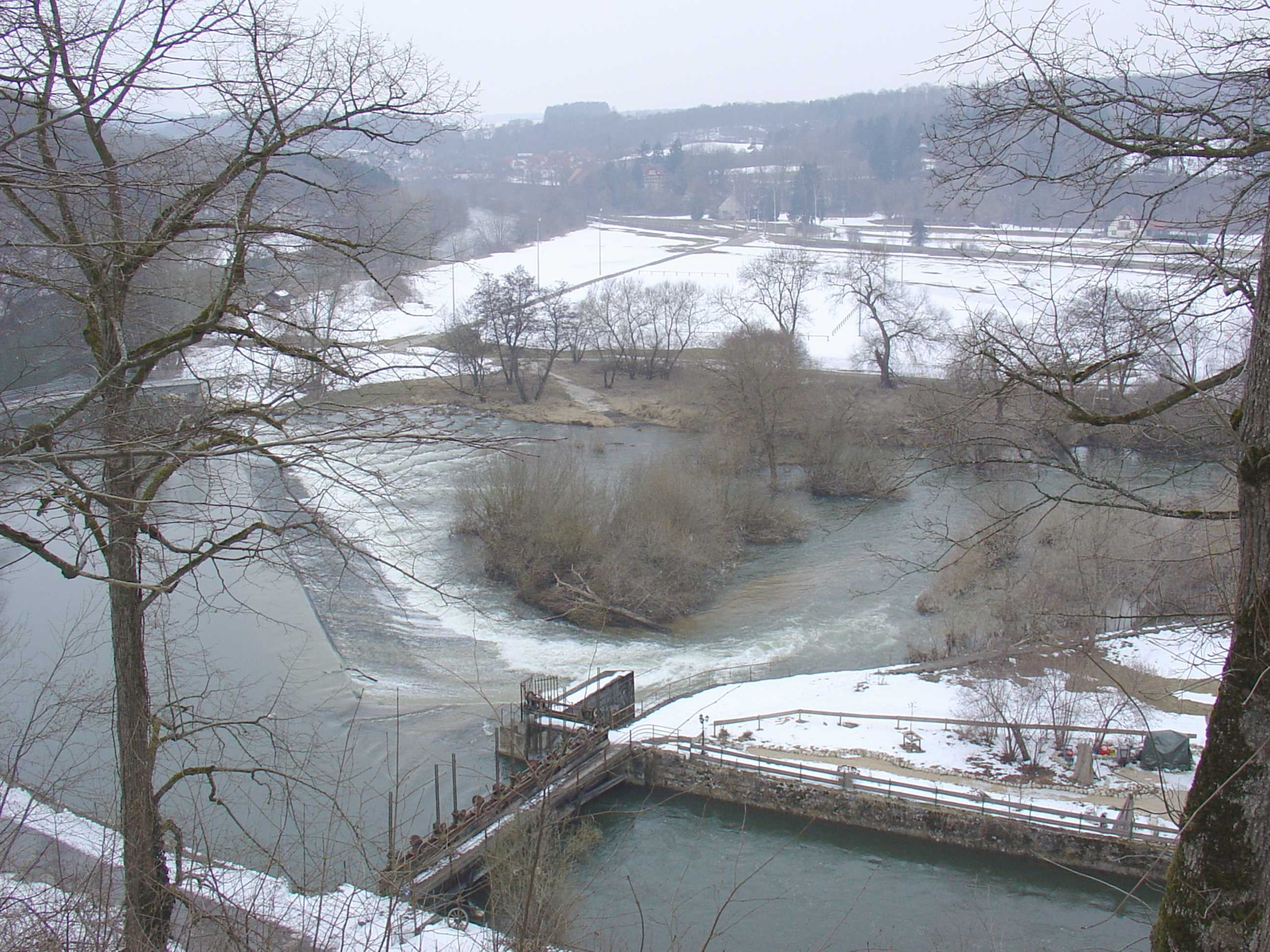
Donau-Wehr

### Religion
Laut Volkszählung 2011 sind in Obermarchtal 76,4 % der Einwohner katholisch, 10,3 % evangelisch und 13,3 % gehören einer sonstigen oder keiner Religionsgemeinschaft an.

### Sport
- Sportverein Obermarchtal

1. Abteilung Fußball: FC Marchtal (Kreisliga B)

### Regelmäßige Veranstaltungen
- Traditionelles Heimatfest „Peter & Paul“, eines der ältesten Heimatfeste in der Region, dessen Ursprung bis ins späte 19. Jahrhundert zurück reicht, wird jährlich mit dem Kirchenpatrozinium St. Peter & Paul um den 29. Juni gefeiert (Veranstalter: Musikverein Obermarchtal)
- Fasnet: Wie in zahlreichen Gemeinden im schwäbisch-alemannischen Gebiet feiert man in Obermarchtal in der Zeit zwischen Dreikönig (6. Januar) und dem Aschermittwoch die Fasnet. Höhepunkte sind hierbei die Fasnetseröffnung mit der historischen Schloßgeistsuche und einem anschließenden Fasnetsumzug und vielen Gastzünften (Samstag, vier Wochen vor der Hauptfasnet), die verschiedenen Programmbälle (Zunftball, Ball der Vereine, Kinderball) sowie der traditionelle Fasnetsmedig, dem Höhepunkt der Marchtaler Fasnet. Hier findet ein  weiterer närrischer Fasnetsumzug/Hausfasnet mit zahlreichen originellen Gruppen statt (Veranstalter: Narrenzunft Obermarchtal e. V.).
- Sebastian-Sailer-Tage, jährlich im Spätsommer stattfindende Festspiele mit Werken von Sebastian Sailer, Konzerten und Vorträgen zur barocken Kultur in Oberschwaben (Veranstalter: Theaterei Herrlingen)
- Frühlingsfest in Reutlingendorf, jährlich am Wochenende vor Christi Himmelfahrt sowie am Mittwoch vor Himmelfahrt und an Himmelfahrt selbst. Näheres unter www.reutlingendorf.de (Veranstalter: Musikverein Reutlingendorf)

## Persönlichkeiten

### Töchter und Söhne der Gemeinde
- Johannes Ernst OSB (* 1528 in Obermarchtal; † 20. November 1594 in Ochsenhausen), Abt Reichsabtei Ochsenhausen
- Sebastian Solan Speth von Zwiefalten (* 1754 in Obermarchtal; † 3. April 1812), Feldmarschallleutnant
- Urban von Ströbele (* 16. April 1781 in Obermarchtal; † 21. Februar 1858 in Rottenburg/Neckar) wurde am 8. Januar 1846 zum Bischof der Diözese Rottenburg gewählt. Allerdings wurde diese Wahl vom damaligen Papst zurückgewiesen.
- Martha Katzer (* 27. Mai 1897 in Obermarchtal; † 27. Juni 1946 in Regensburg), Keramikerin und Malerin
- Franz Gerstner (* 13. Mai 1925 in Obermarchtal; † 16. Februar 2013 in Würzburg), Jurist, Politiker (CSU) und Stiftungsgründer
- Paco Knöller (* 29. August 1950 in Obermarchtal), Künstler

### Sonstige Persönlichkeiten der Gemeinde
- Isfrid Kayser (* 13. März 1712 in Türkheim a. d. Wertach; † 1. März 1771 im Kloster Marchtal), Pater, Chorherr und Komponist
- Sebastian Sailer (* 12. Februar 1714 in Weißenhorn; † 7. März 1777 in Obermarchtal), Chorherr in Obermarchtal, Prediger und Pionier der schwäbischen Dialektdichtung
- Sixtus Bachmann  (* 18. Juli 1754 in Kettershausen; † 18. Oktober 1825 in Reutlingendorf), Pater, Chorherr und Komponist. Nach Sixtus Bachmann ist die örtliche Grundschule benannt